# Theodor V. Ionescu
Theodor V. Ionescu (n. 8 februarie 1899, Dorohoi, județul Dorohoi, Regatul României – d. 6 noiembrie 1988, București, Republica Socialistă România) a fost un fizician și inventator român.

## Biografie
A fost profesor la Universitatea „Alexandru Ioan Cuza” din Iași și Universitatea din București, membru al Academiei Române. A avut contribuții în fizica plasmei, fizica ionosferei, cuplaje de ioni cu electroni în plasme dense, maseri, amplificare cu magnetroni, efectul Zeeman, efecte legate de fuziunea nucleară, mecanisme cuantice ale emisiei în plasme fierbinți.
A fost membru titular al Academiei de Științe din România începând cu 21 decembrie 1935 și membru titular al Academiei Române din 1963.

### Realizări științifice și colaboratori
În anul 1925 a inventat un microfon bazat pe curenții termoionici (curenți emiși de corpurile încălzite) și un modulator de lumină folosind fenomenul de interferență.

### Studii de doctorat în fizica plasmei
Și-a obținut doctoratul în fizica plasmei întâi la Paris, și apoi în România. Astfel, istoria fizicii plasmei la Universitatea „Alexandru Ioan Cuza” din Iași a început în 1923 odată cu susținerea primei teze de doctorat în fizică la Iași de către Theodor V. Ionescu, sub îndrumarea prof. Petru Bogdan. În 1925, Theodor V. Ionescu este numit profesor la Catedra de Fizică Moleculară, Acustică și Optică. Sub conducerea acad. prof. Theodor V. Ionescu s-au întreprins primele studii în domeniul fizicii gazelor ionizate din România.

### Contribuții
Primele invenții de Magnetroni, Maseri și TV
Theodor V. Ionescu a înființat primul laborator și Catedra de Electricitate de la Facultatea de Matematică și Fizică a Universității din București, ulterior devenită Facultatea de Fizică.
A inventat o versiune a magnetronului în jurul anului 1935, înaintea celor din Anglia. În anul 1936 obține un brevet de invenție pentru imagini în relief pentru cinematografie și televiziune.
În anul 1946, împreună cu fizicianul V. Mihu, Theodor V. Ionescu a inventat și construit o instalație cu care s-a obținut prima „emisie stimulată” de tip MASER (amplificator cuantic de microunde) fiind astfel un precursor al MASER-ului inventat în 1954.
Fenomene de rezonanță în plasmă conținând ioni de oxigen și hidrogen în câmp magnetic
Octav Gheorghiu (din laboratorul de Fizica plasmei al Institutului de Fizică București) a lucrat de asemena cu acad. Th. V. Ionescu, prietenul său din copilărie, pe care l-a respectat foarte mult pentru calitățile sale excepționale umane. Ei au studiat sistematic împreună frecvențele de rezonanță ale ionilor moleculari de oxigen și hidrogen. Au publicat apoi aceste rezultate valoroase într-o serie de articole în C. R. Acad. Sci. Paris.
În anii 1970, împreună cu fizicienii Dr. Radu Pârvan și Ioan C. Băianu - unul din asistenții săi doctoranzi în fizica plasmei în câmpuri magnetice la Catedra de Electricitate a Facultății de Fizică din București - acad. Th. V. Ionescu a finalizat experiențe de oscilații magnetice rezonante la frecvențe radio și de microunde în plasme fierbinți implicând cuplări ionice-electronice cuantice în câmpuri magnetice longitudinale, cu posibilități mari în viitor de realizare de fuziune nucleară în plasme fierbinți la presiuni mari. O primă lucrare a fost susținută și prezentată la Paris de Acad. Louis Néel, Laureat al Premiului Nobel în Fizică pentru Magnetism, apoi publicată în revista de renume internațional C. R. Acad. Sci. Paris, în același an.
Urmașul său ca Șef al Catedrei în 1970 a fost Florin Ciorăscu, „importat” de la IFA, (d. în 1977 din cauza cutremurului din București).

## Distincții
- titlul de „Profesor Emerit al Republicii Populare Romîne” (13 octombrie 1964) „cu prilejul aniversarii a 100 de ani de la înființarea Universității din București, pentru activitate îndelungată, contribuție în dezvoltarea științei și merite deosebite în dezvoltarea învățămîntului superior”[10]